# Quitxé clàssic
Quitxé clàssic és el nom que rep la forma antiga de l'actual quitxé, llengua parlada a les terres altes de Guatemala pels voltants del segle xvi. El quitxé clàssic fou preservat en alguns documents històrics, històries de llinatges, texts missioners i diccionaris, i és la llengua en què fou escrit la destacada obra de la literatura mesoamericana sobre la formació de la religió maia, Popol Vuh.